# Кристоф Люксенберг
Кристоф Люксенберг (нем. Christoph Luxenberg) — псевдоним немецкого профессора семитологии и арабистики, автора работы «Сиро-арамейское прочтение Корана: подход к расшифровке коранического языка». Учёный не раскрывает свою настоящую фамилию, опасаясь террора.

## Концепция Люксенберга
Наличие «тёмных» мест, трудных даже для понимания арабских мусульманских комментаторов, он объясняет тем, что они переведены с арамейского — языка, который господствовал до VII века на всем Ближнем Востоке, включая Аравийский полуостров. Значительная часть текста Корана является переводом с сирийского, и несколько поколений занимались адаптацией этих текстов для нужд арабских христиан. Во всех случаях «темноты» коранического текста Люксенберг проверяет, имеются ли в нём омонимы, которые имеют другое значение в сирийском языке и с которыми текст становится значительно более ясным и красивым. А когда сопоставляет этот текст с христианским гимном IV века, выясняется, что они идентичны. То есть на самом деле это не арабский текст, ниспосланный Мухаммеду, а сирийский христианский гимн, написанный за несколько веков до Мухаммеда.
Поскольку в раннем арабском не было знаков огласовки и диакритики, можно предположить, что позднее они расставлены неверно, и потому следует попробовать другие варианты. Далее, обратный перевод с арабского на сирийский зачастую позволяет обнаружить соответствующие фразы в более ранних сирийских источниках. Так, например, «huri», что обычно переводится как гурии, большеглазые девы, прислуживающие праведникам в раю, обозначает «белый виноград» (по этому поводу западные журналисты стали язвить, что, мол, шахиды рассчитывают на дев, а получат белый виноград).
Пассаж из суры 33 делает из Печати пророков, каковым почитают Мухаммеда мусульмане, лишь свидетеля пророков, которые пришли до него, и так далее. В целом, коранический текст предстаёт как смесь арабского и сирийского, которая позже была ошибочно принята за чисто арабский текст.
В 2006 году вышла книга Габриэля Сомы «Коран — неверно понятый, неверно переведенный и неверно прочтённый», в которой дается развитие тезисов Люксенберга.

## Сочинения
- Luxenberg, Christoph (2000) – Die Syro-Aramäische Lesart des Koran: Ein Beitrag zur Entschlüsselung der Koransprache. Berlin: Verlag Hans Schiler. ISBN 3-89930-028-9.
  - English version: The Syro-Aramaic Reading of the Koran – A Contribution to the Decoding of the Koran[англ.]. Berlin: Verlag Hans Schiler, 2007 ISBN 3-89930-088-2.
- Luxenberg, Christoph (2004) – Weihnachten im Koran. in Streit um den Koran, Die Luxenberg Debatte: Standpunkte und Hintergründe Berlin: Verlag Hans Schiler. 2004. ISBN 3-89930-067-X.
- Luxenberg, Christoph (2004) – “Der Koran zum Islamischen Kopftuch”, imprimatur 2(2004).
- Luxenberg, Christoph (2005) – “Neudeutung der arabischen Inschrift im Felsendom zu Jerusalem”, Die dunklen Anfänge, neue Forschungen zur Entstehung und frühen Geschichte des Islam. Berlin: Verlag Hans Schiler, 2005. ISBN 3-89930-128-5.
- Luxenberg, Christoph (2007) – “Relikte syro-aramäischer Buchstaben in frühen Korankodizes im hejazi- und kufi- Duktus”, Der frühe Islam. Berlin: Verlag Hans Schiler, 2007. ISBN 3-89930-090-4.
- Luxenberg, Christoph (2008) – “Die syrische Liturgie und die geheimnisvollen Buchstaben im Koran”, Schlaglichter: Die beiden ersten islamischen Jahrhunderte, eds. Markus Groß & Karl-Heinz Ohlig. Berlin: Verlag Hans Schiler, 2008. ISBN 978-3-89930-224-0, pp. 411–456